# Machkiety
Miechkiety (ros. Махкеты) – wieś w Rosji, w Czeczenii, w rejonie wiedieńskim. W 2010 liczyła 5028 mieszkańców.